# Apelas
Apelas fue un fundidor griego del siglo IV a. C. conocido como el creador de dos cuadrigas expuestas en Olimpia. Esta obra es del año 400  a. C. aproximadamente y solo se conservan, parcialmente, las inscripciones. Al parecer trabajó también en estatuas femeninas de retratos.